# Durham, North Carolina
Durham là một thành phố thủ phủ quận Durham trong tiểu bang Bắc Carolina, Hoa Kỳ. Thành phố có tổng diện tích  km², trong đó diện tích đất là  km². Theo điều tra dân số Hoa Kỳ năm 2010, thành phố có dân số 228.330 người. 
Durham nằm ở quận Durham và cũng có thể kéo dài vào quận Wake. Đây là thành phố lớn thứ năm trong tiểu bang, và lớn thứ 85 tại Hoa Kỳ theo dân số. Đây là nhà của Đại học Duke, và Đại học Bắc Carolina Central, và cũng là một trong các đỉnh của khu vực Tam giác nghiên cứu (nhà của Công viên Tam giác Nghiên cứu.